# Atractus flammigerus
Atractus flammigerus este o specie de șerpi din genul Atractus, familia Colubridae, descrisă de Heinrich Boie în anul 1827. Conform Catalogue of Life specia Atractus flammigerus nu are subspecii cunoscute.